# Rue Gaston-Philippe
La rue Gaston-Philippe est une voie publique de Saint-Denis, ville du département de la Seine-Saint-Denis, en France.

## Situation et accès

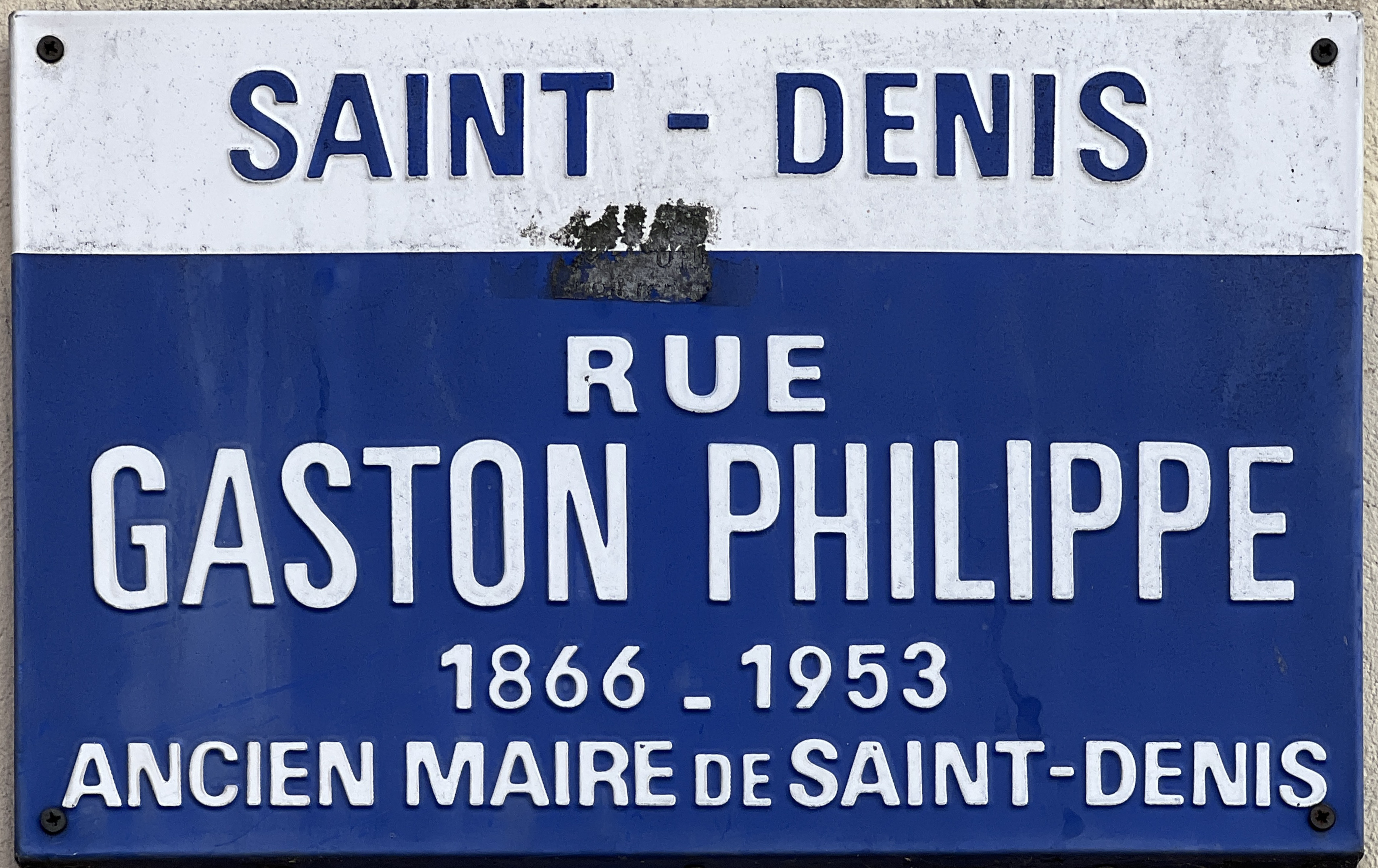
Plaque Rue Gaston Philippe, 2022

Elle était autrefois desservie par la ligne de tramway 54, dite ligne Enghien - Trinité).

## Origine du nom

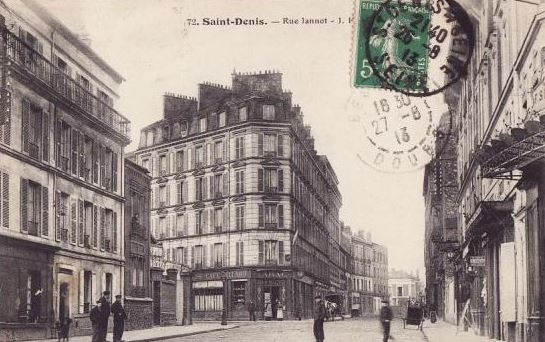
Rue Gaston-Philippe, vers 1900.

Elle rend hommage à Gaston-Philippe, ancien maire de la ville, et qui habitait et déceda dans cette rue.

## Historique
Cette rue s'est tout d'abord appelée « rue de l'Ermitage », du nom d'un lieu-dit dont la place de l'Ermitage, un peu au nord, à l'angle de la rue Maurice-Thorez et de la rue Gaston-Dourdin, perpétue le souvenir. 
Le 14 février 1881, le conseil municipal décida de la dénommer « rue Jannot », parfois orthographiée rue Jeannot, du nom d'un bienfaiteur de la ville.
Comme dans d'autres rues de Saint-Denis, de nombreux Bretons s'installent ici à la fin du XIXe siècle, et trouvent à s'employer dans les usines chimiques aux alentours.
Elle a été renommée « rue Gaston-Philippe » par délibération du 30 avril 1954, approuvée le 10 août 1954. Gaston Philippe vécut en effet au no 8 de cette rue, où son épouse tint un café au no 12.

## Bâtiments remarquables et lieux de mémoire
- Square Robespierre.
- Théâtre Gérard-Philipe.
- EHPAD de la congrégation des Petites Sœurs des pauvres, installées à cet endroit depuis 1873.
- L'homme politique Jacques Doriot habitait au no 1[10].